# System rakietowy Polaris-Poseidon

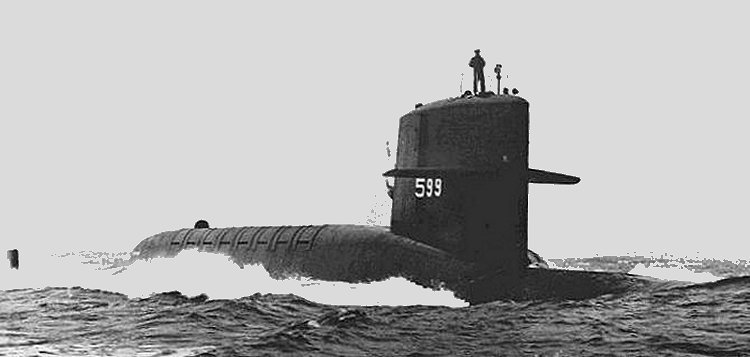
USS „Patrick Henry” (SSBN-599)

System rakietowy Polaris-Poseidon – pojęcie odnoszące się do pięciu typów amerykańskich okrętów podwodnych z napędem atomowym wyposażonych w pociski balistyczne SLBM: George Washington, Ethan Allen, Lafayette, James Madison, Benjamin Franklin. Razem te pięć typów składało się z czterdziestu jeden jednostek, stąd funkcjonuje czasem popularna nazwa „41 for freedom”.
Te okręty wyposażone w pociski balistyczne SLBM typów Polaris A-1, Polaris A-2, Polaris A-3 oraz Poseidon C-3, a ostatecznie Trident I C-4, zbudowane zostały w celu stworzenia przeciwwagi dla sił atomowych Związku Radzieckiego.
Specjalnie dla tych jednostek United States Navy stworzyła nowy symbol klasyfikacyjny (ang. hull classification symbol) SSBN. Pierwsza jednostka USS „George Washington” (SSBN-598) weszła do służby 30 grudnia 1959. Ostatnim z 41 okrętów pełniącym rolę nosiciela rakiet balistycznych był USS „Will Rogers” (SSBN-659), który formalnie został wycofany ze służby i skreślony z listy okrętów 12 kwietnia 1993. Nie był jednak ostatnią jednostką wycofaną ze służby.
W lipcu 1992 USS „Kamehameha” (SSBN-642) został przerobiony na okręt przewożący oddziały specjalne SEAL i wyposażony w hangar dla podwodnych jednostek. USS „Kamehameha” został wycofany ze służby 2 kwietnia 2002 i był ostatnim okrętem z listy 41 for Freedom i najstarszym okrętem podwodnym US Navy. Po prawie 37 latach służby nadal jest najdłużej pozostającym kiedykolwiek w służbie okrętem podwodnym o napędzie atomowym.

## Geneza
Po przeprowadzeniu startu rakiety V-2 z lotniskowca „Midway” w 1947 roku, US Navy nie przykładała większej wagi do pocisków balistycznych, skupiając się na innych rodzajach nowych broni, w szczególności związanych z lotniskowcami. Jednym z nielicznych przypadków zainteresowania przedstawicieli Marynarki Wojennej Stanów Zjednoczonych balistyczną bronią rakietową w tym okresie była propozycja z 1950 roku, w której komandor Francis D. Boyle – dowódca okrętu podwodnego podczas II wojny światowej – zaproponował stworzenie na bazie dotychczasowych jednostek podwodnych, okrętów rakietowych guided missile submarines. Innowacyjność tego pomysłu polegała m.in. na propozycji pionowych wyrzutni oraz zastąpieniu systemu napędowego opartego na śrubach systemem pędników strugowodnych. W tym czasie nie podjęto jednak w USA jakiegokolwiek służącego marynarce wojennej programu balistycznego. Idea ta nabrała w USA impetu dopiero po przeprowadzeniu 12 sierpnia 1953 roku przez ZSRR próby jądrowej z bombą wodorową. Strach przed stopniem zaawansowania radzieckich pocisków strategicznych pchnął amerykański Departament Obrony do nakazania marynarce wojennej przystąpienia do prowadzonego przez US Army programu pocisku IRBM, który w jej przypadku miał być odpalany z okrętów nawodnych. Dowództwo US Navy było bardzo sceptyczne wobec przystąpienia do programu Armii, gdyż ta opracowywała napędzany paliwem ciekłym pocisk Jupiter, które paliwo uważano za zbyt niebezpieczne do obsługi na morzu. Także sam mierzący 18,3 metra pocisk, jak sądzono, był zbyt kłopotliwy nawet na pokładzie okrętu nawodnego. W tym czasie marynarka wojenna miała także dwa nieoficjalne powody niechęci do programu balistycznego. Po pierwsze: od późnych lat 40. XX w. Bureau of Aeronautics oraz Bureau of Ordnance niezależnie od siebie prowadziły programy rozwoju pocisków manewrujących (dla okrętów podwodnych) przeznaczonych do ataku na cele lądowe. Żadne z tych biur nie chciało wydzielać własnych zasobów naukowo-badawczych i konstrukcyjnych dla programu balistycznego. Drugim, nieoficjalnym powodem niechęci była przegrana marynarki wojennej w kontrowersyjnej rywalizacji z siłami powietrznymi w sprawie: „bombowiec B-36 czy lotniskowce typu United States”. Przegrana ta kosztowała marynarkę sporo prestiżu oraz anulowanie programu pierwszego powojennego lotniskowca „United States” (tzw. rewolta admirałów). W rezultacie, dowództwo marynarki chciało uniknąć kolejnej batalii między różnymi formacjami sił zbrojnych, tym razem o pociski balistyczne. Jednym z powodów niechęci – tym razem bardzo realnym, była obawa o konieczność ponoszenia kosztów nowej broni, poza zwykłym budżetem Marynarki. Doszło wręcz do tego, iż szef operacji morskich w latach 1953–1955, admirał Robert B. Carney, nałożył restrykcje na oficerów marynarki wspierających program balistyczny.

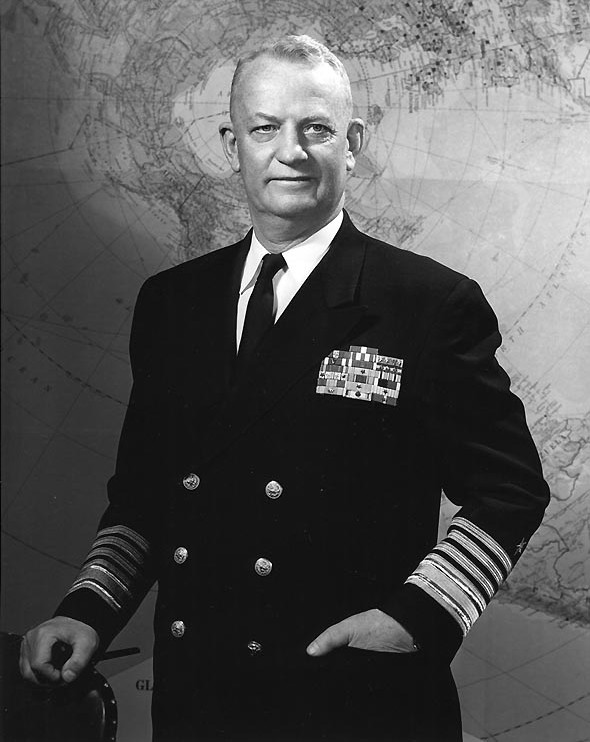
Admirał Arleigh Burke

Stanowisko US Navy wobec programu balistycznego zmieniło się wraz z objęciem stanowiska szefa operacji morskich przez admirała Arleigha Burke’a. Jak twierdzi biograf admirała – David A. Rosenberg – wsparcie, wbrew opozycji w marynarce, najwyższego priorytetu programu balistycznego US Navy, było najbardziej znaczącą inicjatywą Arleigha Burke’a w trakcie sprawowania przez niego po raz pierwszy tej funkcji, w latach 1955–1957. Mimo tego wsparcia, program pocisku balistycznego pośredniego zasięgu dla floty nie rozwijał się dobrze, głównie z uwagi na opory biurokracji w marynarce wojennej. Pragnąc wzmocnić rangę programu i przyspieszyć prace nad własnym pociskiem, admirał utworzył niezależne od innych biur technicznych biuro Special Projects Office (SPO), którego wyłącznym zadaniem miały być prace nad morskim pociskiem balistycznym. W staraniach tych admirał Burke miał silne wsparcie ze strony sekretarza marynarki wojennej Charlesa S. Thomasa. 8 listopada 1955 r. sekretarz obrony zainicjował wspólny program IRBM armii i marynarki. Morska część programu pocisku Jupiter, wraz z programem USAF Atlas ICBM, otrzymała najwyższy narodowy priorytet – Brickbat 01. Prace nad morską wersją pocisku Jupiter nabrały tempa w 1956 roku, natomiast na rok 1959 ustalono termin wysłania w morze pierwszych pocisków na pokładach zmodyfikowanych statków komercyjnych. Niektóre prace studyjne przewidywały również uzbrojenie w osiem pocisków balistycznych okrętów podwodnych z napędem jądrowym o wyporności podwodnej 8300 t. W trakcie trwania programu, US Navy wciąż miała wątpliwości co do zastosowania na pokładach okrętów pocisków napędzanych paliwem ciekłym, wszczęto więc studia nad możliwością zastosowania napędów na paliwo stałe, które jednak dawało mniejszy ciąg, co ograniczało możliwy do przeniesienia ładunek. Przełom w tym zakresie nastąpił w 1956 roku, kiedy naukowcy odkryli sposób na znaczne zmniejszenie rozmiarów głowic termojądrowych. Ojciec amerykańskiej bomby wodorowej – dr Edward Teller stwierdził latem 1956 roku, iż już wkrótce głowica o masie 400 funtów (181 kg) będzie miała siłę eksplozji bomby 5000-funtowej (2270 kg). We wrześniu tego roku amerykańska Agencja Energii Atomowej szacowała, iż mała głowica nuklearna będzie dostępna w 1965 roku, z pewnymi szansami na jej udostępnienie już w roku 1963. Rozwój tego specyficznego programu zbiegł się z intensywnymi pracami nad napędem na paliwo stałe o dużej sile ciągu, odejściem marynarki wojennej ze wspólnego z armią programu Jupiter w grudniu tego roku, formalną inicjacją programu pocisku SLBM na paliwo stałe Polaris A-1 oraz podjęciem decyzji o porzuceniu idei bazowania pocisków balistycznych na jednostkach nawodnych, na rzecz rozmieszczenia ich na pokładach okrętów podwodnych.
8 lutego 1957 roku szef operacji morskich Arleigh Burke ustanowił wymagania dla opracowywanych pocisków balistycznych, o zasięgu 1500 mil morskich (2778 km), które miały być dostępne dla działalności operacyjnej w roku 1965. Zasięg ten obliczony był na możliwość wykonania ataku na stolicę ZSRR – Moskwę, z okrętu podwodnego na Morzu Norweskim. Z uwagi jednak na postępy radzieckich prac nad rakietowymi broniami strategicznymi, program Polaris był kilkakrotnie przyspieszany. Admirał Burke finansował go z bieżącego budżetu US Navy, starając się jednocześnie pozyskiwać środki na najważniejsze programy marynarki wojennej, w tym okręty nawodne o napędzie nuklearnym i program Polaris. Przedsięwzięcie Polaris stało się programem jeszcze pilniejszym 3 sierpnia 1957 roku, kiedy ZSRR przeprowadził pierwszy na świecie test dalekiego zasięgu pocisku ICBM. W ramach tego testu pocisk R-7 przeleciał kilka tysięcy kilometrów z pola startowego w Tiuratam, aby uderzyć w Syberię. Kilka tygodni później – 4 października 1957 roku, za pomocą R-7, Związek Radziecki umieścił na orbicie Sputnika – pierwszego sztucznego satelitę Ziemi. Spowodowało to, iż 23 października tego roku sekretarz marynarki Thomas S. Gates, zaproponował przyspieszenie programu Polaris przez udostępnienie pocisków o mniejszym zasięgu (1200 Mm – 2225 km) już do grudnia 1959 roku, wraz z trzema okrętami podwodnymi do ich przenoszenia najdalej do połowy 1962 roku oraz pocisku o zasięgu 1500 mil morskich najdalej do połowy 1963. Miesiąc później program został ponownie przyspieszony poprzez ograniczenie czasu na przygotowanie pocisku o zasięgu 1200 Mm do października 1960. W grudniu 1957 roku, po wypełnieniu wstępnego terminarza przygotowania okrętów dla pocisków Polaris, terminarz programu balistycznego został ponownie zmieniony przez przyspieszenie oddania drugiego okrętu „Polaris” do marca 1960 r., zaś trzeciego do grudnia tego roku.

### Budowa okrętów
W celu umożliwienia szybkiej budowy podwodnych nosicieli pocisków balistycznych, US Navy zmieniła plany dotyczące zamówionych okrętów myśliwskich (SSN) o napędzie nuklearnym, których budowa została już rozpoczęta. Z tego też względu pierwsze pięć jednostek przenoszących pociski Polaris (SSBN 598–602) było pochodnymi okrętów myśliwskich typu Skipjack.

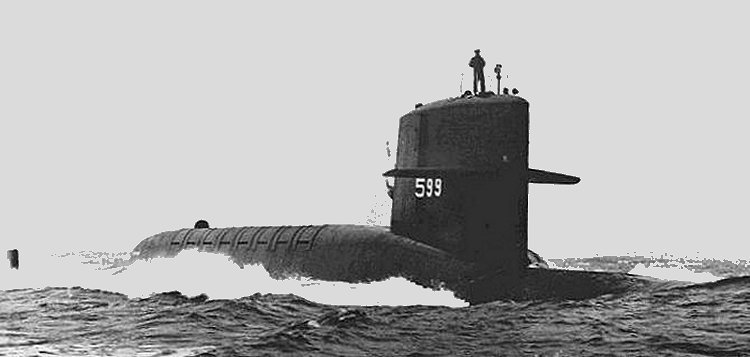
USS „Patrick Henry” (SSBN-599) typu George Washington

Okręty te miały opływowy kadłub z jedną śrubą oraz siłownią jądrową z reaktorem S5W, zapewniającą moc 15 000 koni mechanicznych. Dla celów pomieszczenia pocisków balistycznych okręty tego typu zostały przedłużone o 39,6 metra, w tym 13,7 m dla urządzeń specjalnej nawigacji oraz kontroli pocisków, 3 metry dla urządzeń pomocniczych oraz 22,9 m dla dwóch rzędów (po osiem w każdym) pojemników startowych. Wybór liczby 16 pojemników startowych dla jednego okrętu był wynikiem przepytywania członków zespołu SPO i wyciągnięcia średniej z ich rekomendacji Znacznie większe niż oryginalny typ okręty SSBN miały tę samą siłownię, co czyniło je okrętami znacznie wolniejszymi, niż okręty typu Skipjack. Pierwszy okręt SSBN USS „George Washington” (SSBN-598) powstał z połączenia elementów okrętu „Scorpion” (SSN-589), którego stępkę położono 1 listopada 1957 r. oraz „Skipjack”. W celu budowy USS „George Washington”, dokonano ponownego zamówienia, tym razem na okręt nowego typu, oznaczony pierwotnie jako SSGN(FBN)-588. W związku z rozwojem radzieckiego programu rakietowego oraz głównie politycznym zjawiskiem określanym jako „missile gap”, produkcja okrętów SSBN otrzymała najwyższy narodowy priorytet. W związku z nim, z uwagi na moce produkcyjne stoczni oraz zaopatrzenie w materiały i urządzenia, produkcja wszystkich innych jednostek – zwłaszcza okrętów myśliwskich – została spowolniona bądź wstrzymana. Do lipca 1960 roku w produkcji było pięć jednostek typu George Washington (598), pięć ulepszonych okrętów typu Ethan Allen (608) oraz cztery jednostki typu Lafayette (616).

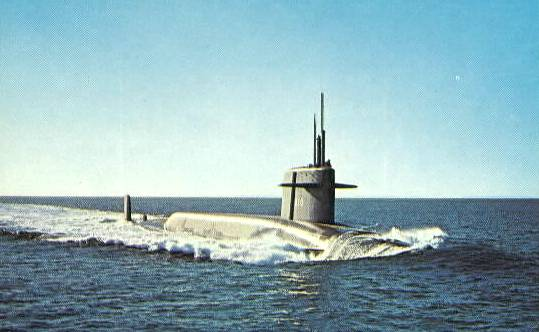
USS „Thomas A. Edison” (SSBN-610) typu Ethan Allen

Pierwszych pięć okrętów bazowało na konstrukcji typu Skipjack, z testową głębokością zanurzenia 215 metrów, z wyjątkiem pierwszego okrętu „George Washington”, którego przedział rakietowy nie został – jak kadłuby pozostałych jednostek – zbudowany ze stali HY-80, lecz z mniej wytrzymałej High-Tensile Steel, z powodu której zanurzenie testowe tego okrętu wynosiło 183 metry. Pięć jednostek typu Ethan Allen było większymi okrętami opartymi na kadłubie i maszynach okrętów typu Thresher/Permit z testową głębokością zanurzenia 400 metrów i wypornością podwodną 7800 ton. Okręty typu Lafayette były ostatnimi jednostkami Polaris, wymiarami i wypornością (8250 t w zanurzeniu) przewyższały pozostałe jednostki, miały przy tym ulepszony system wyciszenia okrętu. Wszystkie trzy typy przenosiły po 16 pocisków Polaris.
Pociski Polaris mogły być wystrzeliwane podczas całkowitego zanurzenia okrętu, na głębokości około 60 stóp (18,3 m), z częstotliwością odpaleń około jednego pocisku na minutę. Największym problemem okrętów Polaris była komunikacja, zwłaszcza wielkość opóźnienia w dostarczeniu zanurzonemu okrętowi rozkazu odpalenia pocisków. Problem ten został częściowo rozwiązany poprzez ulepszenia technologiczne, zastosowanie holowanych anten oraz łączności satelitarnej, a także za pośrednictwem przekaźników na pokładach samolotów. Jednakże jednokierunkowa komunikacja okrętów rakietowych i potencjalne opóźnienie powodowały, iż okręty te nie były dobrą bronią pierwszego uderzenia jądrowego (fakt znany zarówno liderom na Kremlu, jak również w Waszyngtonie). Dzięki jednak relatywnie wysokiej „przeżywalności” balistycznych okrętów podwodnych w porównaniu z innymi środkami strategicznymi, systemy te były idealnymi środkami drugiego uderzenia lub uderzenia odwetowego, co czyniło z nich godny zaufania środek strategicznego odstraszania.
Pierwszy okręt z pociskami Polaris – „George Washington” – został przyjęty do służby 20 grudnia 1959 roku, a 18 czerwca następnego roku wypłynął na pierwszy patrol, podczas którego dokonał pierwszego odpalenia nieuzbrojonego pocisku Polaris A-1. Na pokładzie okrętu znajdował się w tym czasie kontradmirał William F. Raborn – szef SPO – oraz obydwie załogi, a także pewna liczba techników – razem około 250 osób. W trakcie odpalenia wystąpiły niewielkie problemy procedury odliczania przed startem, co spowodowało, iż okręt powrócił do portu, rezygnując z odpalenia dwóch pozostałych zaplanowanych do wystrzelenia pocisków. Po usunięciu usterek okręt ponownie wyszedł w morze, dokonując dwóch pozostałych odpaleń. Po drugim z nich kontradmirał Raborn wysłał z pokładu okrętu bezpośrednią depeszę do prezydenta Dwighta Eisenhowera o treści POLARIS – FROM OUT OF THE DEEP TO TARGET. PERFECT (Polaris – z głębin do celu. Perfekcyjnie). Jednostki te wprowadziły do służby nowy standard operacyjny, w którym każdy okręt ma dwie pełne załogi, w tym wypadku 135 oficerów i marynarzy. Załogi te nazywane są „złotą” i „niebieską”. Jedna z załóg wypływa okrętem na sześćdziesięciodniowy patrol, po czym dostarcza okręt do portu celem uzupełnienia zapasów i przeprowadzenia drobnych napraw, a następnie jednostka wypływa na kolejny sześćdziesięciodniowy patrol z drugą załogą, podczas gdy pierwsza z nich poświęca czas na odpoczynek i trening. W ten sposób, dwie trzecie wszystkich okrętów Polaris było w każdym momencie na morzu.
Na pierwszy operacyjny patrol bojowy USS „George Washington” wyszedł 15 listopada 1960 roku. Podczas tego patrolu przenosił 16 pocisków Polaris A-1 o zasięgu 1200 mil morskich, uzbrojonych w bojowe głowice jądrowe W47 o mocy 600 kiloton każda. SSBN-598 przebywał na patrolu 67 dni, z czego 66 w pełnym zanurzeniu, a przed jego powrotem do bazy 30 grudnia 1960 r. na patrol wyszedł drugi okręt Polaris – „Patrick Henry” (SSBN-599), co dało początek regularnym patrolom amerykańskich okrętów SSBN.

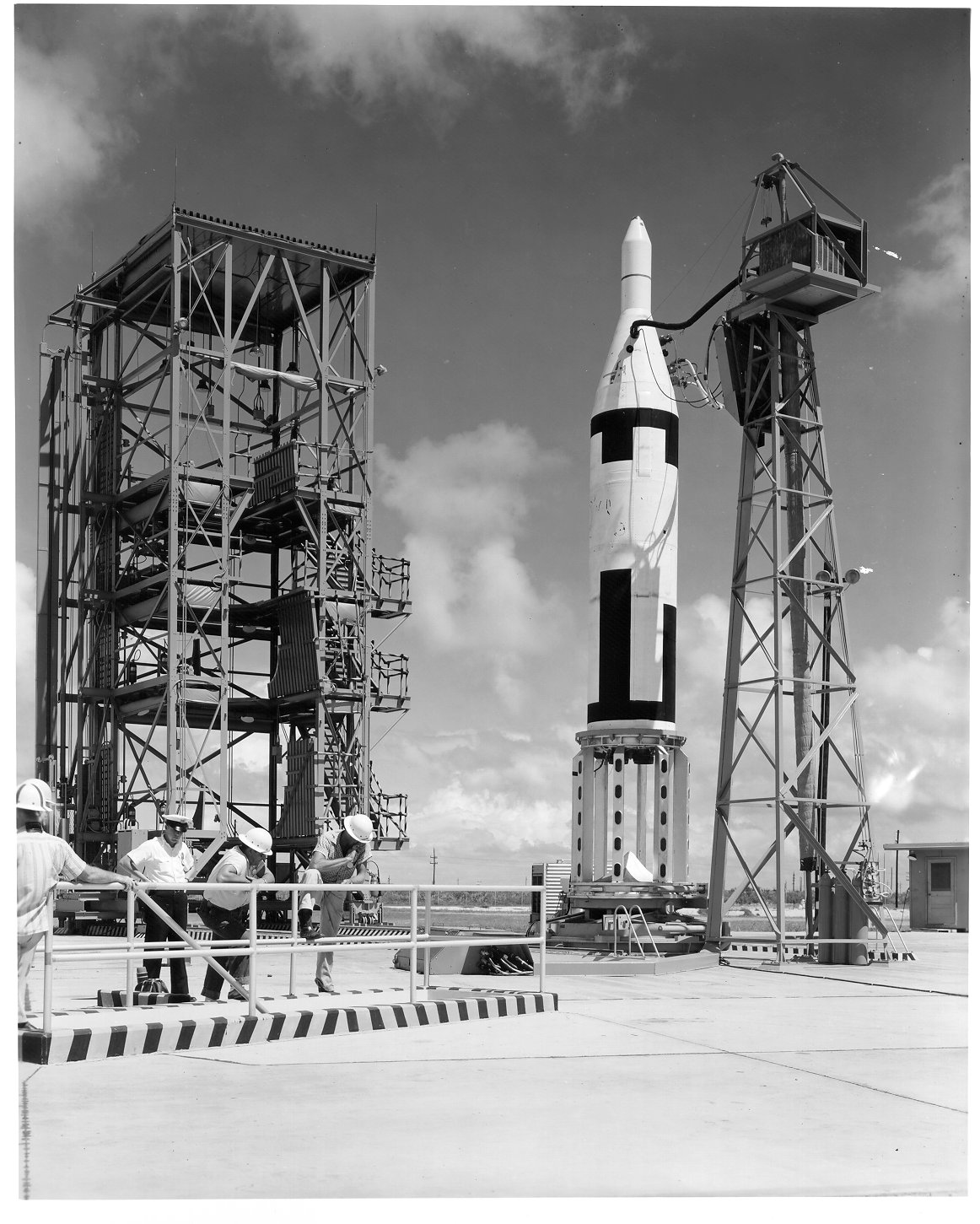
Polaris A-1 na testowym stanowisku startowym na lądzie

Planiści US Navy przygotowywali miejsca dyslokacji okrętów SSBN na obszarze Atlantyku i Pacyfiku, gdzie były mniej wrażliwe na zwalczanie przez radzieckie systemy przeciwpodwodne. Administracja prezydenta Kennedy’ego zdecydowała jednak wysłać trzy okręty Polaris na Morze Śródziemne, w zastępstwie wycofywanych z Turcji w związku z zakończeniem kryzysu kubańskiego pocisków IRBM Jupiter. W celu ujawnienia Związkowi Radzieckiemu obecności Polaris na tym akwenie, pierwszy okręt SSBN który wszedł na Morze Śródziemne – „Sam Houston” (SSBN-609) – 14 kwietnia 1963 roku wpłynął do tureckiego portu w Izmirze. Wejście „San Houston” do Izmiru, było pierwszą wizytą okrętu Polaris w zagranicznym porcie, poza Holy Loch Refit Site One w Holy Loch w Szkocji, będącym od marca 1961 r. wysuniętą bazą tych okrętów. Pierwszym amerykańskim okrętem SSBN, który rozpoczął patrol w ramach strategicznego odstraszania na Pacyfiku, był „Daniel Boone” (SSBN-629), który opuścił bazę Guam 25 grudnia 1964 r., mając w swych wyrzutniach 16 pocisków Polaris A-3.
Początkowo US Navy zaproponowała ostateczną liczbę ok. 40 okrętów Polaris. Jednak niektórzy urzędnicy Pentagonu – w tym sekretarz obrony Donald Quarles – żądali tak wielu tego typu jednostek, jak to tylko możliwe, przewidując bardzo silne wsparcie Kongresu dla budowy nawet stu tego rodzaju okrętów. Admirał Arleigh Burke stwierdził jednak, że opracowując wymagania dla budowy 39 do 42 okrętów (po 16 pocisków każdy), opierał się na aktualnej liczbie celów dla uderzeń jądrowych na terytorium ZSRR, którą podwojono dla uzyskania nadwyżki oraz pewności, dodano 10 procent na straty pocisków w wyniku działania obrony antybalistycznej ZSRR oraz zwiększono o kolejne 20 procent w przewidywaniu wadliwego działania części pocisków. Całość niezbędnych sił okrętów Polaris została ustalona przy założeniu, że w każdej chwili patrol bojowy odbywa 2/3 stanu tych okrętów, przy użyciu dwóch załóg. W konsekwencji US Navy i Departament Obrony zaplanował 45 okrętów SSBN, z czego przynajmniej 29 miało być w każdym czasie w trakcie patrolu i mogło zniszczyć 232 radzieckie cele. Jednakże we wrześniu 1961 r. ówczesny sekretarz obrony Robert McNamara zarekomendował prezydentowi Kennedy’emu ostateczną liczbę 41 okrętów Polaris, przenoszących 656 pocisków. Spowodowało to ustalenie planu 41 okrętów podwodnych znanego pod nazwą 41 for Freedom. W związku z takim rozwojem sytuacji do 1967 roku US Navy otrzymała 41 zorganizowanych w cztery eskadry okrętów podwodnych Polaris, przenoszących w sumie 656 pocisków SLBM. Dodatkowo brytyjska Royal Navy wybudowała cztery okręty dla pocisków Polaris, zaopatrzone w amerykańskie pociski Polaris A-3 z brytyjskimi głowicami jądrowymi. W latach 1960–1967 amerykańskie stocznie produkowały niemal 9½ atomowego okrętu podwodnego rocznie. Wskaźnik ten nigdy więcej nie został już w USA powtórzony, choć został przekroczony przez stocznie ZSRR w latach 70. XX wieku. Poza amerykańskimi i brytyjskimi okrętami podwodnymi, do przenoszenia czterech pocisków Polaris został przystosowany w 1961 roku także włoski krążownik „Giuseppe Garibaldi”, lecz USA ostatecznie nie sprzedały Włochom pocisków.
W przeciwieństwie do dwóch lub trzech pocisków balistycznych przenoszonych przez radzieckie okręty balistyczne pierwszej generacji, amerykańskie okręty Polaris przenosiły 16 pocisków SLBM. Dodatkowo amerykańskie pociski mogły być wystrzeliwane z w pełni zanurzonych okrętów, miały też lepszą celność. Wraz z rozwojem pocisków Stany Zjednoczone silnie rozwijały systemy kontroli ognia i nawigacji dla okrętów podwodnych, co nabrało krytycznego znaczenia w przyszłości, w związku z rozwojem pocisków o bardzo dużym zasięgu (międzykontynentalnym). Niezależnie od prymitywizmu technologicznego – z dzisiejszego punktu widzenia – satelitarnego systemu nawigacyjnego okrętów Polaris „Ships Inertial Navigation System” (SINS), w owym czasie system ten był nadzwyczajnym osiągnięciem. Zapewniał dokładną nawigację opartą na ruchu okrętu z użyciem zewnętrznych źródeł nawigacyjnych, z jedynie okresową aktualizacją. Innym znaczącym osiągnięciem było opracowanie systemu podtrzymywania życia na pokładzie okrętu podwodnego przez okres patrolu, poprzez opracowanie sposobu uzyskiwania na pokładzie zanurzonego okrętu tlenu i wody pitnej. Ogólnie w czasach ich konstrukcji, obok „Triton” (SSRN-586), okręty Polaris były największymi, najbardziej kompleksowymi i – z punktu widzenia przenoszonego ładunku bojowego – najpotężniejszymi okrętami podwodnymi, jakie kiedykolwiek do tamtej pory skonstruowano.
Czas przygotowania pocisków do startu wynosił 15 minut od momentu odbioru rozkazu odpalenia. Pociski mogły być odpalane w interwale około jednej minuty, zaś zanurzony okręt podwodny mógł przy strzale poruszać się z maksymalną prędkością 1 węzła. Liczona od kilu okrętu głębokość zanurzenia przy strzale wynosiła ok. 125 stóp (38,1 m). W czasach programu Polaris Marynarka Wojenna Stanów Zjednoczonych rozważała także możliwość odpalania pocisków Jupiter i Polaris z okrętów nawodnych i pozornych komercyjnych statków handlowych, w tym z mieszaną międzynarodową załoga krajów członkowskich NATO, jednakże koncepcja ta nie rozwinęła się szerzej.
|                              | Typ                  | Typ                | Typ                 |
| George Washington SSBN 598   | Ethan Allen SSBN 608 | Lafayette SSBN 616 |                     |
| ---------------------------- | -------------------- | ------------------ | ------------------- |
| Wejście do służby            | 1960                 | 1961               | 1963                |
| Wyporność                    |                      |                    |                     |
| nawodna                      | 5900 t               | 6900 t             | 7250 t              |
| podwodna                     | 6700 t               | 7900 t             | 8250 t              |
| Długość                      | 116,36 m             | 125,13 m           | 129,57 m            |
| Szerokość                    | 10,06 m              | 10,06 m            | 10,06 m             |
| Zanurzenie                   | 8,13 m               | 8,36 m             | 8,46 m              |
| Reaktory                     | 1 S5W                | 1 S5W              | 1 S5W               |
| Turbiny                      | 2                    | 2                  | 2                   |
| moc                          | 15 000 KM            | 15 000 KM          | 15 000 KM           |
| wały napędu                  | 1                    | 1                  | 1                   |
| Prędkość                     |                      |                    |                     |
| nawodna                      | 16,5 w.              | 16,0 w.            | 16,0 w.             |
| podwodna                     | 22,0 w.              | 21,0 w.            | 21,0 w.             |
| Głębokość testowa zanurzenia | 215 m                | 400 m              | 400 m               |
| Pociski                      | 16 Polaris           | 16 Polaris         | 16 Polaris/Poseidon |
| Wyrzutnie torpedowe          |                      |                    |                     |
| dziób                        | 6 × 533 mm           | 4 × 533 mm         | 4 × 533 mm          |
| rufa                         | –                    | –                  | –                   |

### Rozwój pocisków Polaris

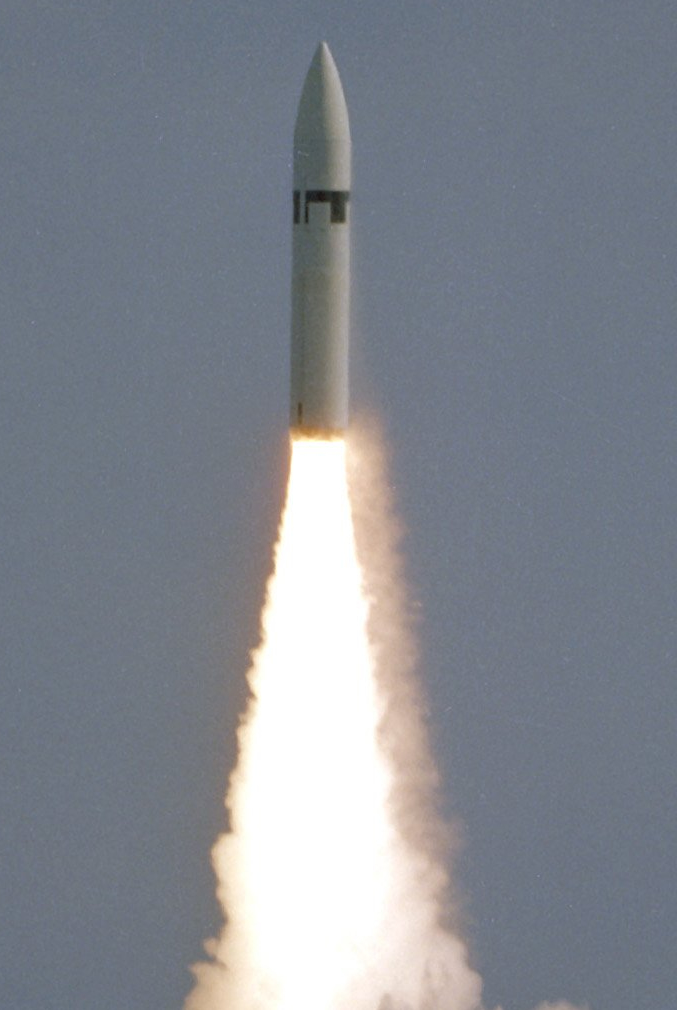
UGM-27C Polaris A-3

Pociski UGM-27A Polaris A-1 o zasięgu 1200 mil morskich zostały pomyślane jako tymczasowa broń początku programu pocisków na paliwo stałe, których nowsza wersja o większym zasięgu znajdowała się w stadium konstrukcyjnym, kiedy wyposażony w nie USS „George Washington” udał się na pierwszy patrol. UGM-27B Polaris A-2 o zasięgu 1500 Mm po raz pierwszy wyszły na patrol w czerwcu 1962 roku na pokładzie USS „Ethan Allen”. Miesiąc wcześniej, 6 maja 1962 roku, operujący 2000 km od Wysp Hawajskich „Ethan Allen” przeprowadził w ramach operacji Frigate Bird pierwszy i jedyny do tej pory pełny amerykański test systemu balistycznego, od odpalenia do atmosferycznej eksplozji jądrowej. Użyty w tym teście pocisk Polaris A-2 przeniósł głowicę W47 o mocy 1,2 Mt na odległość 1760 km, która eksplodowała 840 km na północny wschód od Wyspy Bożego Narodzenia. Kolejna wersja pocisku – UGM-27C Polaris A-3 została po raz pierwszy rozmieszczona we wrześniu 1964 roku na pokładzie USS „Daniel Webster” (SSBN-626). Wszystkie trzy wersje Polaris miały tę samą średnicę 1,37 m, co umożliwiało wymiany pocisków poprzez normalny załadunek, niemniej jednak wszystkie 41 okrętów Polaris otrzymało ostatecznie pociski A-3.
Podczas gdy pociski A-1 i A-2 przenosiły pojedynczą głowicę RV (Re-entry Vehicle) W47, pociski A-3 wyposażone były w trzy głowice MRV (Multiple Re-entry Vehicle) wystrzeliwane do jednego celu. Wszystkie trzy głowice W58 miały moc 200 kiloton, zaś łączna waga kompletu MRV wynosiła ok. 500 kg. Wprowadzenie do pocisku A-3 głowic MRV miało na celu skompensowanie ograniczonej celności pocisków balistycznych na tym etapie ich rozwoju. Czwarty z kolei rozmieszczony pocisk w wariancie C-3, otrzymał nazwę UGM-73 Poseidon C-3. Poseidon był znacznie większym pociskiem o średnicy 1,88 m jednakże miał ten sam zasięg co pociski A-3 – 2500 Mm. Pocisk ten miał jednak znaczącą przewagę nad pociskami Polaris – z powodu rozbudowy radzieckiego systemu obrony antybalistycznej po raz pierwszy na świecie wprowadzał głowice MIRV (Multiple Independently Targetable Reentry Vehicle). Pocisk ten przenosił dziesięć do czternastu głowic MIRV W68 o mocy 50 kiloton, z których każda mogła być niezależnie wycelowana na odrębne cele na danym obszarze. Ten nowoczesny ówcześnie pocisk był rezultatem zapoczątkowanych w marcu 1964 roku przez Sekretarza Marynarki Paula Nitze prac w ramach projektu Great Circle Study, polegającego na rygorystycznych analizach amerykańskiego potencjału ofensywnego i obronnego, wraz z późniejszymi studiami zainicjowanymi przez sekretarza obrony McNamarę. W tym samym czasie marynarka zaproponowała jako następcę A-3 – Polaris B-3. Pocisk ten o średnicy 1,88 m mógł przenosić sześć głowic o mocy 170 kiloton oraz penetration aids, na tę samą odległość co A-3. Wkrótce jednak Harold Brown, Director of Defense Research and Engineering (dyrektor badań naukowych i konstrukcyjnych), zaproponował marynarce wykorzystanie ostatnich osiągnięć w zakresie najnowocześniejszych technologii rakietowych. Propozycja ta przerodziła się w konstrukcję UGM-73 Poseidon C-3 o zwiększonym udźwigu, zasięgu i zdolności do jednoczesnego atakowania kilku celów. Pierwsze 16 pocisków Poseidon C-3 wyszło na patrol w marcu 1971 roku na pokładzie „James Madison” (SSBN-627).

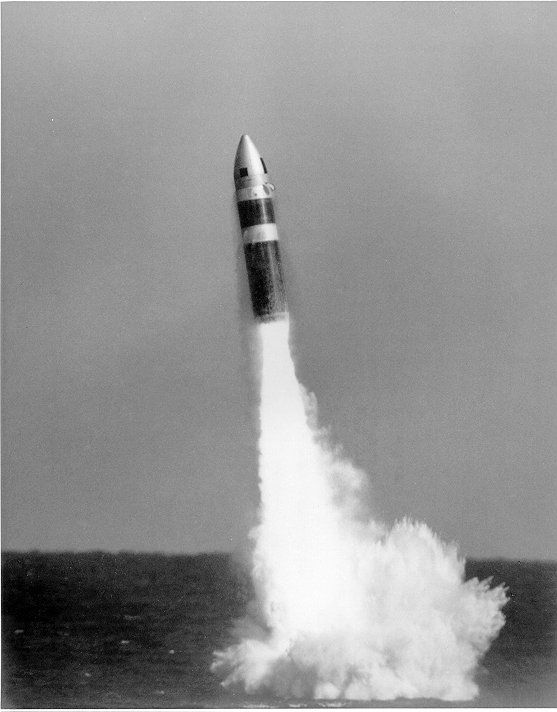
UGM-73 Poseidon C-3

Umieszczenie nowych, większych pocisków na pokładach okrętów Polaris wymagało odpowiedniego przystosowania tych okrętów, w rzeczywistości jednak zakres zmian z tym związanych okazał się być relatywnie niewielki i wszystkie 31 okrętów typu Lafayette zostało przystosowanych do przenoszenia tych pocisków. Ostateczna wersja systemu Polaris/Poseidon nosiła nazwę EXPO (Extended-range Poseidon) i weszła w stadium zaawansowanego rozwoju we wczesnych latach 70. ubiegłego stulecia. Podstawą tego procesu stały się wkrótce pociski UGM-93A Trident I C-4, przenoszone przez dwanaście przystosowanych do nich okrętów typu Lafayette. Pociski C-4 o średnicy 1,88 m, miały teoretyczny zasięg 4000 mil morskich (7400 km) i przenosiły 6 głowic MIRV W76 o mocy 100 kiloton każda.
Procesy dostosowania okrętów programu 41 jednostek do poszczególnych pocisków dowiodły ich dużej elastyczności, co stanowi jedno z najbardziej znaczących osiągnięć konstrukcyjnych. W latach 1967–1980 w służbie pozostawało 41 okrętów (łącznie z przechodzącymi przeglądy i modernizacje). Ostatni patrol okrętu Polaris został zakończony w 1994 roku, co zwieńczyło ważny okres w historii okrętów podwodnych przenoszących pociski balistyczne. W miarę wycofywania tych okrętów ze służby, podejmowano wysiłki, aby przystosować je do innych zadań, zwłaszcza do zadań okrętów myśliwskich (SSN), co jednakże nie zakończyło się powodzeniem z uwagi na słabe uzbrojenie, ograniczenia sonaru, małą prędkość oraz wysoki poziom generowanych przez te jednostki szumów. Jednym z pomysłów wykorzystania okrętów, wycofywanych ze służby w ramach amerykańskiej triady nuklearnej, była propozycja użycia ich jako wysuniętych platform śledzenia radarowego systemu obrony antybalistycznej (ABM). W późnych latach 60. projektowano wykorzystanie tych okrętów do wsparcia antybalistycznych systemów Sentinel/Safeguard, kilka wczesnych okrętów Polaris zostało w związku z tym przebudowanych przez zainstalowanie w ich powiększonych kioskach dużego radaru. Idea wykorzystania takich okrętów polegała na rozmieszczeniu ich w razie kryzysu pod arktycznym pakiem lodowym w celu zapewnienia wczesnego ostrzegania oraz śledzenia radzieckich lub chińskich pocisków balistycznych. Rozważane było także wykorzystanie zmodyfikowanych okrętów Polaris jako nosicieli pocisków antybalistycznych, zbudowanych z wykorzystaniem pierwszego stopnia napędowego wycofanych z użytku pocisków Polaris. Obydwie te koncepcje zostały porzucone wraz z anulowaniem najpierw programu Sentinel, a następnie Safeguard. Większym natomiast powodzeniem zakończyło się wykorzystanie tych jednostek do transportu sił specjalnych (SEAL). Każdy z czterech zmodyfikowanych w ten sposób okrętów mógł transportować 65 żołnierzy, ich sprzęt i zaopatrzenie oraz gumową łódź. Ostatecznie ostatni okręt programu „41 for freedom” – „Kamehameha”, został całkowicie wycofany z linii w 2002 roku, kiedy to ukończył służbę jako okręt transportowy.
| Polaris A-1       | Polaris A-2                | Polaris A-3                | Poseidon C-3               |                              |
| ----------------- | -------------------------- | -------------------------- | -------------------------- | ---------------------------- |
| Wejście do służby | 1960                       | 1962                       | 1964                       | 1971                         |
| Masa              | 12 700 kg                  | 14 740 kg                  | 16 195 kg                  | 29 050 kg                    |
| Długość           | 8,53 m                     | 9,45 m                     | 9,75 m                     | 10,37 m                      |
| Średnica          | 1,37 m                     | 1,37 m                     | 1,37 m                     | 1,88 m                       |
| Napęd             | dwustopniowy, paliwo stałe | dwustopniowy, paliwo stałe | dwustopniowy, paliwo stałe | dwustopniowy, paliwo stałe   |
| Zasięg            | 2225 km                    | 2775 km                    | 4635 km                    | 4635 km                      |
| Naprowadzanie     | inercyjne                  | inercyjne                  | inercyjne                  | inercyjne                    |
| Głowica           | 1 RV W47 Y1 600 kt         | 1 RV W47 Y2 1,2 Mt         | 3 x MRV W58 3 × 200 kt     | 10–14 MIRV W68 10-14 × 50 kt |

## Ciekawostka
Rakietę Polaris ochrzcił wiceadmirał William F. Raborn Jr. na cześć Gwiazdy Polarnej, na której żeglarze od lat opierali nawigację.